# Болгарская православная епархия в США, Канаде и Австралии
Болгарская православная епархия в США, Канаде и Австралии (болг. Българска източноправославна епархия в САЩ, Канада и Австралия, англ. Bulgarian Eastern Orthodox Diocese of the USA, Canada, and Australia) — одна из пятнадцати епархий Болгарской Православной Церкви.
Главой епархии с конца 1989 года является митрополит Иосиф (Босаков).

## История

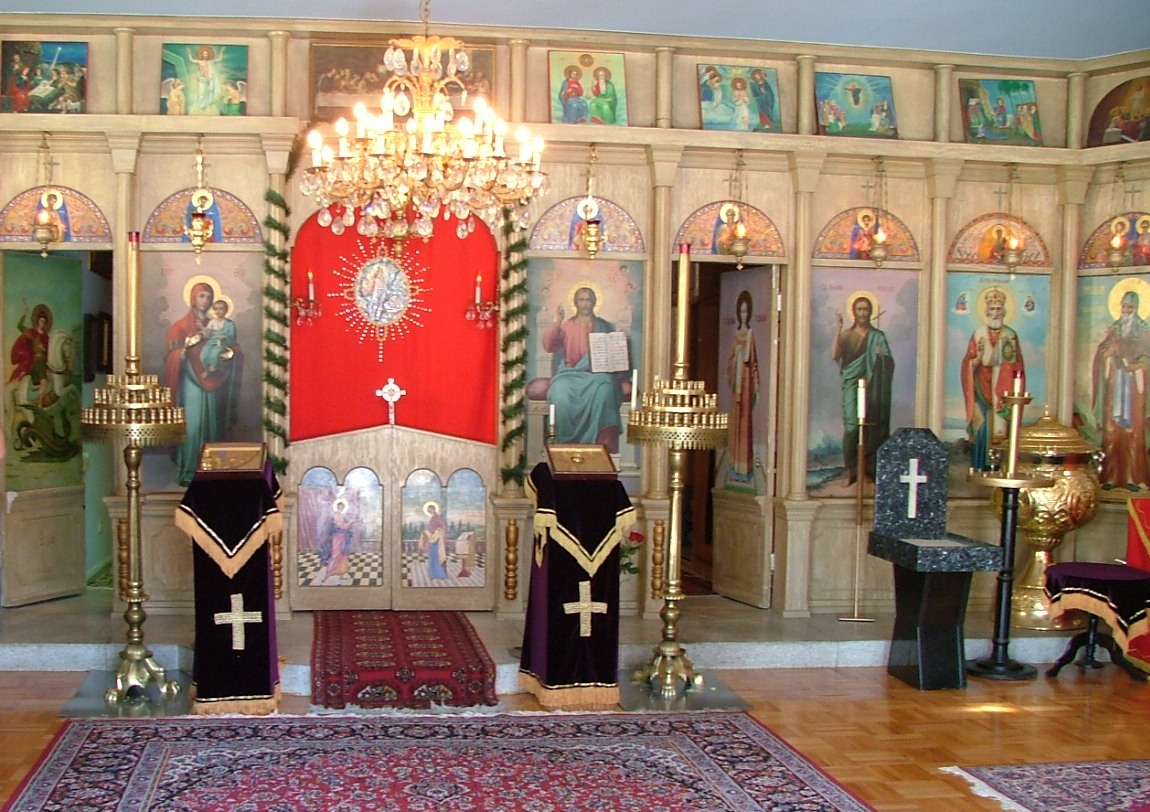
Интерьер Свято-Георгиевского храма в Лос-Анджелесе

Болгарская православная епархия в США, Канаде и Австралии зарождалась до Второй мировой войны.
В 1921 году Синод Болгарской православной церкви без согласия канонической власти Русской православной церкви в Северной Америке взял на себя руководство Болгарской духовной миссией в США, организованной в 1909 году в рамках Алеутской и Североамериканской епархии, и назначил её начальником протопресвитера доктора Крыстю Ценова. 30 декабря 1937 года было принято решение об учреждении Болгарской епархии в Америке.
В результате установления коммунистической власти в Болгарии после войны, отношения епархии с Болгарской Православной Церковью не сложились. При митрополите Андрее (Петкове) епархия безуспешно пыталась присоединиться к метрополии в конце 1950-х.
В 1964 году митрополит Андрей обратился в Святейший Синод Болгарской Православной Церкви с просьбой о его возвращении в болгарский епископат. После того, как его прошение было удовлетворено, он продолжил возглавлять епархию в Америке.
С возвращением митрополита Андрея и его епархии в Болгарскую православную Церковь, группа под руководством архимандрита Кирилла (Йончева) отделилась от митрополита Андрея и присоединилась к Русской Православной Церкви Заграницей (РПЦЗ), как болгарская епархия в изгнании. Епископы РПЦЗ рукоположили Кирилла в епископский сан.
В 1969 году по решению Синода Болгарской Православной Церкви епархия была разделена на Нью-Йоркскую, Детройтскую и Акронскую. Митрополит Андрей возглавил Нью-Йоркскую кафедру, управление остальными было поручено епископу Знепольскому Иосифу (Иванову).
После кончины митрополита Андрея в 1972 году епископ Иосиф занял Нью-Йоркскую кафедру, а Детройтская была присоединена к Акронской, управляющим которой стал епископ Главиницкий Симеон (Костадинов). В 1978 году его заменил епископ Знепольский Дометиан (Топузлиев).
1 апреля 1983 года администратором Акронской епархии стал епископ Величский Иосиф (Босаков), который в 1986 году был избран митрополитом Акронским. После кончины митрополита Нью-Йоркского Иосифа (4 сентября 1987) на кафедру был поставлен митрополит Геласий (Михайлов).
19 декабря 1989 года Священный Синод Болгарской Православной Церкви объединил Нью-Йоркскую и Акронскую епархии в единую Американскую и Австралийскую болгарскую епархию. Митрополит Иосиф стал её митрополитом с кафедрой в Нью-Йорке.

## Приходы
Согласно данным официального сайта, к епархии относятся 27 приходов в США (включая 1 скит), 7 — в Канаде и 2 — в Австралии.

## Епископы
- 1938 — 9 августа 1972 — Андрей (Петков)
- 17 декабря 1972 — 4 сентября 1987 — Иосиф (Диков)
- 2 декабря 1987 — 19 декабря 1989 — Геласий (Михайлов)
- с 19 декабря 1989 — Иосиф (Босаков)